# Кумполе
Кумполе (на словенски: Kumpolje) е село в Словения, регион Средна Словения, община Лития. Според Националната статистическа служба на Република Словения през 2015 г. селото има 11 жители.